# Katarzyna Pawłowska
Katarzyna Pawłowska (Ostrów Wielkopolski, 16 augustus 1989) is een Pools voormalig wielrenster. Die zowel op de baan- als op de weg actief was.

## Biografie

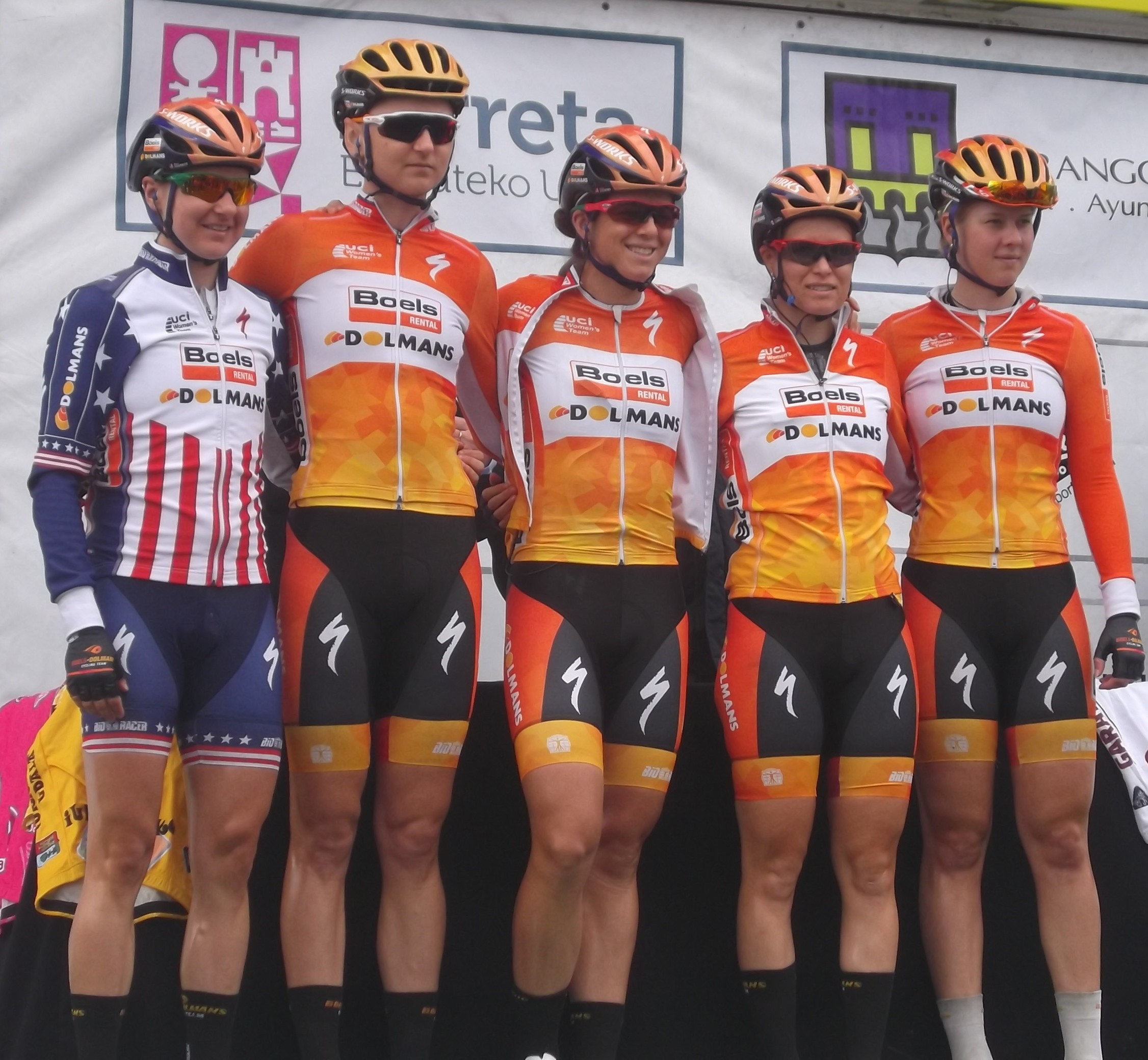
Pawłowska met Boels Dolmans

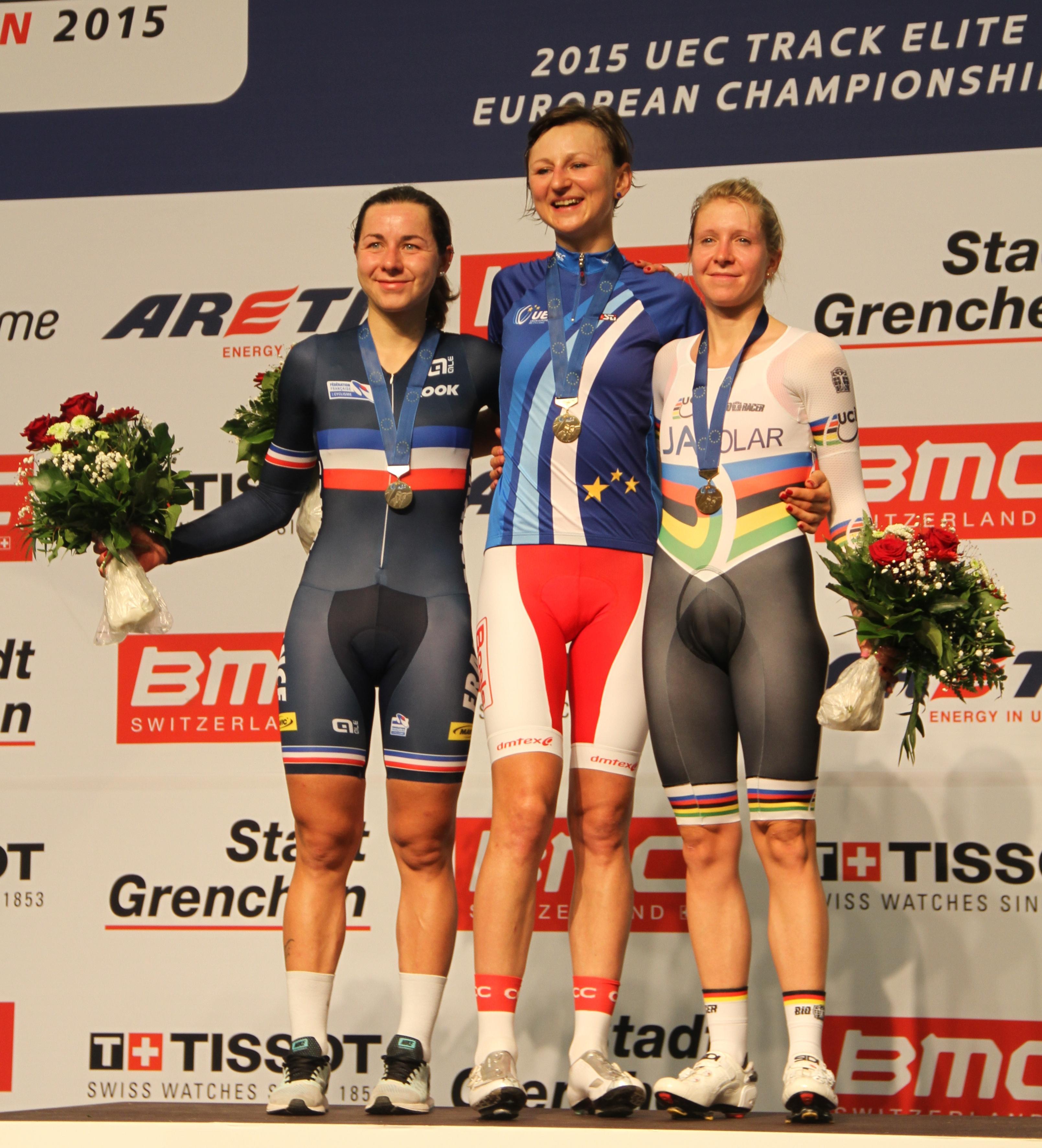
Europees baankampioene 2015

### Baanwielrennen
Pawłowska staat er om bekend vooral een goede Pistier te zijn. Dit bewees ze door op de wereldkampioenschappen van 2012 de scratch race te winnen. Een jaar later was ze op datzelfde onderdeel weer de favoriete. Tijdens de race bevestigde ze dit met een prolongatie van haar titel. In 2014 leek ze op weg naar een 3de opeenvolgende titel, maar ze moest uiteindelijk enkel de Belgische Kelly Druyts laten voorgaan.

### Wegwielrennen
Dat ze ook op de Weg uitstekend uit de voeten kan, bewees ze reeds in 2009. Tijdens het Pools kampioen tijdrijden eindigde ze als 3de op amper 11 s van winnares Bogumiła Matusiak. In 2012 sloot ze zich aan bij het Canadese GSD Gestion - Kallisto team en kwam ze uit voor Polen op de wegwedstrijd tijdens de Olympische Zomerspelen 2012 in Londen. Hier finishte ze uiteindelijk als elfde. Eerder dat jaar behaalde ze haar mooiste wegzege tot dusver: ze won in Sedziszów de nationale titel op de weg. Ze won de spurt van een klein groepje.
Eén jaar later veroverde ze de nationale titel in de tijdrit, won ze een etappe en het bergklassement in de Ronde van Bretagne en won ze twee etappes en het eindklassement in de Ronde van de Limousin. Vanaf 2014 reed ze vier jaar voor de Nederlandse wielerploeg Boels Dolmans. Daar vervulde ze met name een rol als knecht. In de ploegentijdrit won ze zilver op het WK 2015 in Richmond en in 2016 de World Tour-wedstrijd Open de Suède Vårgårda. Vanaf 2018 rijdt ze voor het Deense Team Virtu.

## Palmares

### Wegwielrennen
2009
 Pools kampioenschap tijdrijden, Elite
2012 - 1 zege
 Pools kampioen op de weg, Elite
2013 - 5 zeges
 Pools kampioen tijdrijden, Elite
 Eindklassement Ronde van de Limousin
3e en 4e etappe Ronde van de Limousin
 Bergklassement Ronde van Bretagne
3e etappe Ronde van Bretagne
2014
 Pools kampioenschap tijdrijden, Elite
 Open de Suède Vårgårda (TTT)
2015
 WK Ploegentijdrit
 Pools kampioenschap tijdrijden, Elite
2016 - 3 zeges
 Pools kampioenschap tijdrijden, Elite
Open de Suède Vårgårda (TTT)
1e en 2e etappe Tour de l'Ardèche
2017 - 1 zege
 Pools kampioen tijdrijden, Elite

### Baanwielrennen
| Jaar        | PK                                                    | EK                                   | WK          | Overig                                                                                   |
| Als belofte | Als belofte                                           | Als belofte                          | Als belofte | Als belofte                                                                              |
| ----------- | ----------------------------------------------------- | ------------------------------------ | ----------- | ---------------------------------------------------------------------------------------- |
| 2010        |                                                       | ploegenachtervolging                 |             |                                                                                          |
| 2011        |                                                       | (ploegen)achtervolging · puntenkoers |             |                                                                                          |
| Als elite   |                                                       |                                      |             |                                                                                          |
| 2011        |                                                       | puntenkoers                          |             |                                                                                          |
| 2012        |                                                       | ploegenachtervolging · omnium        | scratch     |                                                                                          |
| 2013        | achtervolging omnium · puntenkoers                    | ploegenachtervolging                 | scratch     | WB Aguascalientes: achtervolging en puntenkoers Prostejov: puntenkoers Pruszków: scratch |
| 2014        |                                                       |                                      | scratch     | WB Guadalajara: omnium Lviv: omnium en scratch                                           |
| 2015        |                                                       | puntenkoers                          |             | Lviv: puntenkoers en scratch                                                             |
| 2016        |                                                       | ploegenachtervolging · puntenkoers   | puntenkoers |                                                                                          |
| 2017        | omnium · puntenkoers · ploegenachtervolging · scratch | ploegenachtervolging                 |             |                                                                                          |
| 2018        |                                                       |                                      |             |                                                                                          |
| 2019        |                                                       |                                      |             | Europese Spelen: · ploegenachtervolging                                                  |

Armitstead · Daams · De Jong · Ensing · Guarnier · Kasper · Kessler · Majerus · Pawłowska · Trott · Van Dijk · Van Paassen · Van Wanroij · Zijlaard
Armitstead · Blaak · De Jong · Dideriksen · Guarnier · Kasper · Majerus · Pawłowska · Stevens · Van Dijk · Van Paassen
Armitstead · Blaak · Canuel · De Jong · Dideriksen · Guarnier · Harris · Kasper · Majerus · Pawłowska · Stevens · Van Dijk
Blaak · Brammeier · Canuel · Deignan · Dideriksen · Guarnier · Majerus · Pawłowska · Pieters · Van den Bos · Van der Breggen
Aalerud · Guarischi · Koster · Kröger · Moberg · Pawłowska · Penton · Schmidt · Schweizer · Siggaard · Villumsen
Aalerud · Bastianelli · Bertizzolo · Guarischi · Koster · Kröger · Krogsgaard · Moberg · Neylan · Pawłowska · Penton · Schmidt · Siggaard